# Вареш
Вареш (хорв. Vareš, босн. Vareš) — місто у Боснії і Герцеговині, адміністративний центр однойменної громади. Адміністративно входить до Зеніцько-Добойського кантону Федерації Боснії і Герцеговини.
У минулому Вареш був найбільшим центром видобутку залізної руди (близько 1,6 млн тон 1967 рік) у Югославії.

## Географія
Розташований за 34 км. від міта Зеніца, 45 км від Сараєво, та у 50 км. від міста Тузла.

## Демографія
| Національності     | 1971          | 1981          | 1991           | 2013         |
| ------------------ | ------------- | ------------- | -------------- | ------------ |
| Хорвати            | 4507 (54,70%) | 4334 (51,45%) | 3035 (51,54 %) | 1254 (43%)   |
| Босняки/Мусульмани | 1550 (18,81%) | 1212 (14,39%) | 1068 (18.13 %) | 1339 (45.9%) |
| Серби              | 1722 (20.90%) | 1405 (16,68%) | 627 (10,64 %)  | 71 (2.4%)    |
| Югослави           | 251 (3,046%)  | 1299 (15,42%) | 859 (14,58 %)  |              |
| Инші               | 285 (1,23 %)  | 174 (2,6 %)   | 299 (5,07 %)   | 253 (8,7%)   |
| Загалом            | 23523 (100 %) | 8424 (100,0%) | 5888 (100 %)   | 3117 (100 %) |

## Відомі люди
- Мило Ципра — хорватський композитор.
- Матія Дивкович

## Галерея

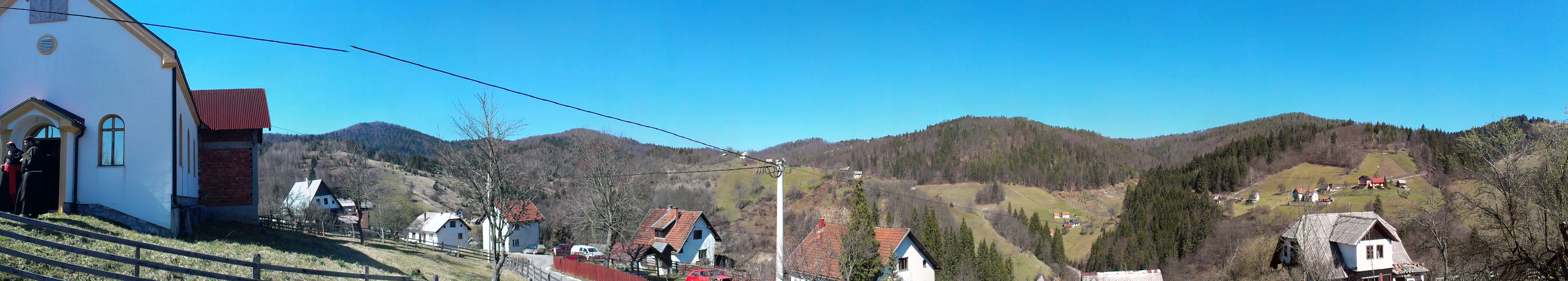

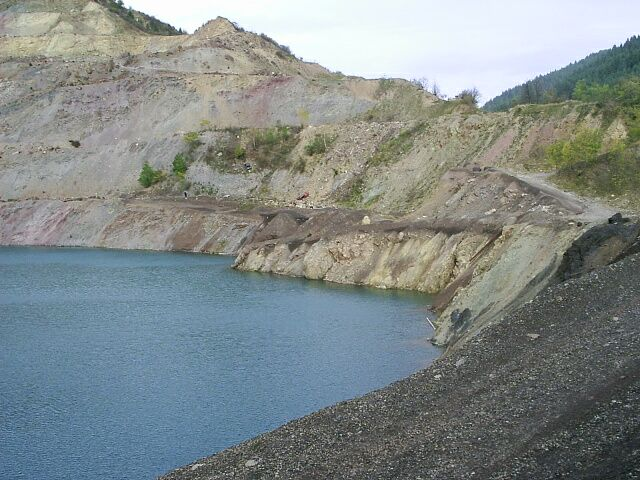
Затоплений залізорудний кар'єр
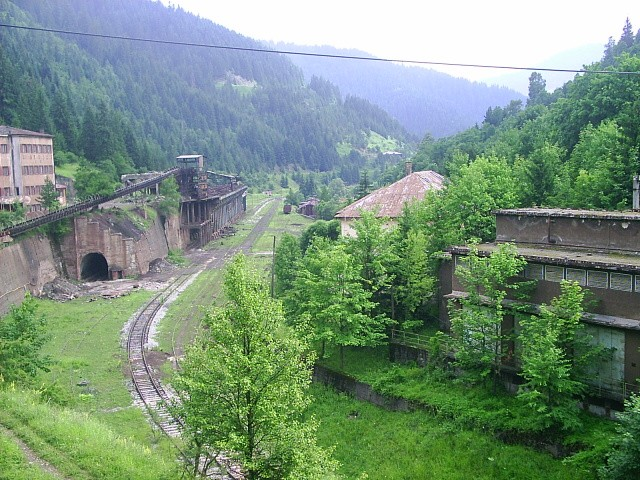
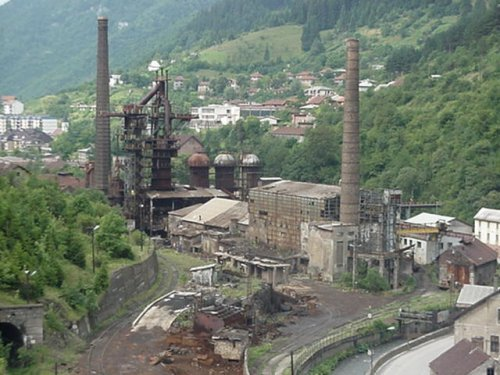
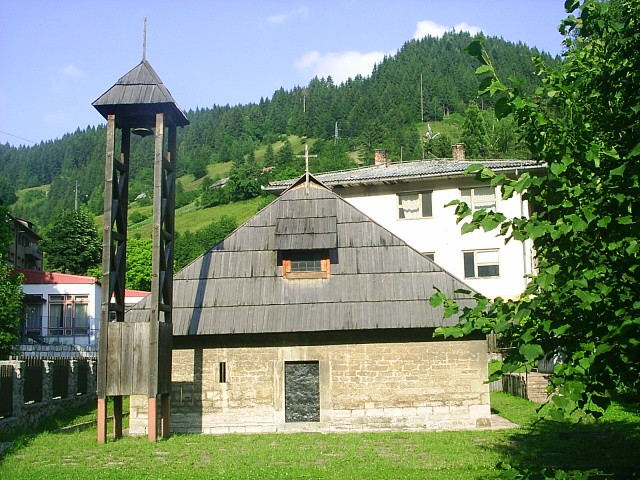
Костел